# Franca Falcucci
Franca Falcucci (Roma, 22 de marzo de 1926 - ibid, 4 de septiembre de 2014) fue una política italiana que fue miembro de la Democracia Cristiana. Fue profesora de latín y griego antes de entrar en política en 1968. Fue elegida senadora en ese año. En 1974 presidió, a instancia del ministro de educación en aquel entonces, Franco Maria Malfatti, una comisión para tratar la problemática de los alumnos con discapidad. Resultado de dicha comisión en 1975 se publicó el Documento Falcucci donde promovía nuevas formas de actuar y de abordar este problema, llegando a ser uno de los documentos más avanzados en el panorama internacional sobre ese tema. Llegó a ser ministra de Educación de 1982 a 1987, la primera mujer en llegar a ese cargo en Italia. Abandonó su escaño en 1992, y murió en septiembre de 2014.